# Karakorum
Il Karakorum o Caracorum (in entrambe le grafie, AFI: /karakoˈrum/ o /karaˈkɔrum/; grafia alternativa Karakoram) è una sub catena montuosa situata a nord-ovest della catena dell'Himalaya, diviso da questa dalla fossa del fiume Indo, che forma per circa 450 km il confine tra il Kashmir (pakistano e indiano) e la Cina e si connette verso ovest con la catena dell'Hindu Kush in Afghanistan. Tra le zone del mondo più ricoperte da ghiacciai, con la sola esclusione delle calotte polari, a causa della sua altitudine e pericolosità è molto meno abitato rispetto all'Himalaya e al suo interno sono compresi 4 dei 14 ottomila esistenti sulla Terra.

## Etimologia
Karakorum è un termine turco che significa "ghiaia nera" che i commercianti dell'Asia centrale originariamente applicavano al Passo Karakorum. I primi viaggiatori europei, tra cui William Moorcroft e George Hayward, iniziarono a usare il termine anche per la catena montuosa a ovest del passo, sebbene usassero anche il termine Muztagh, che significa "montagna di ghiaccio", il quale ora invece definisce il monte Muztagata.
Nella geografia indiana tradizionale le montagne erano conosciute come Krishnagiri (montagne nere), Kanhagiri e Kanheri.

## Orografia

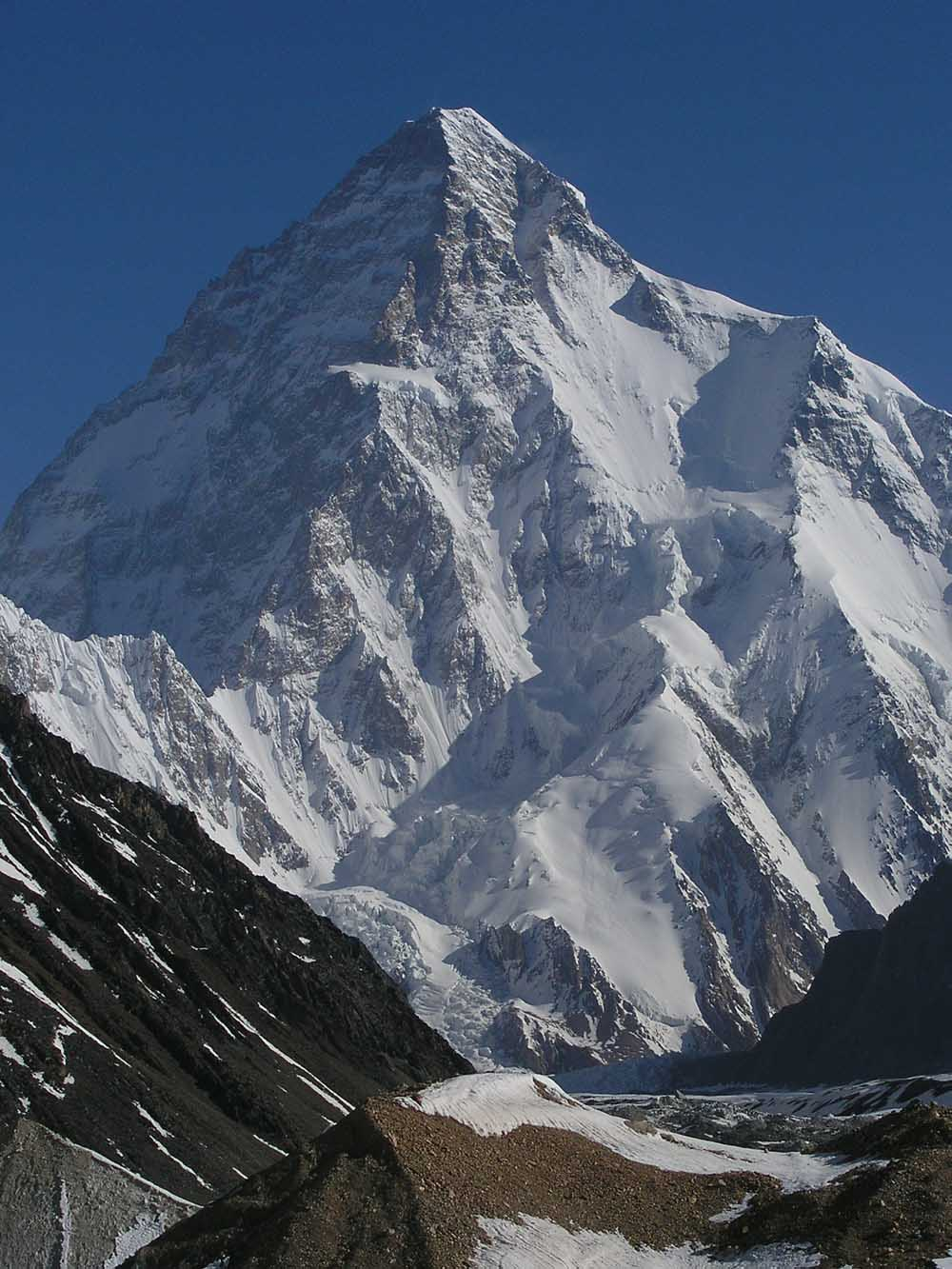
K2

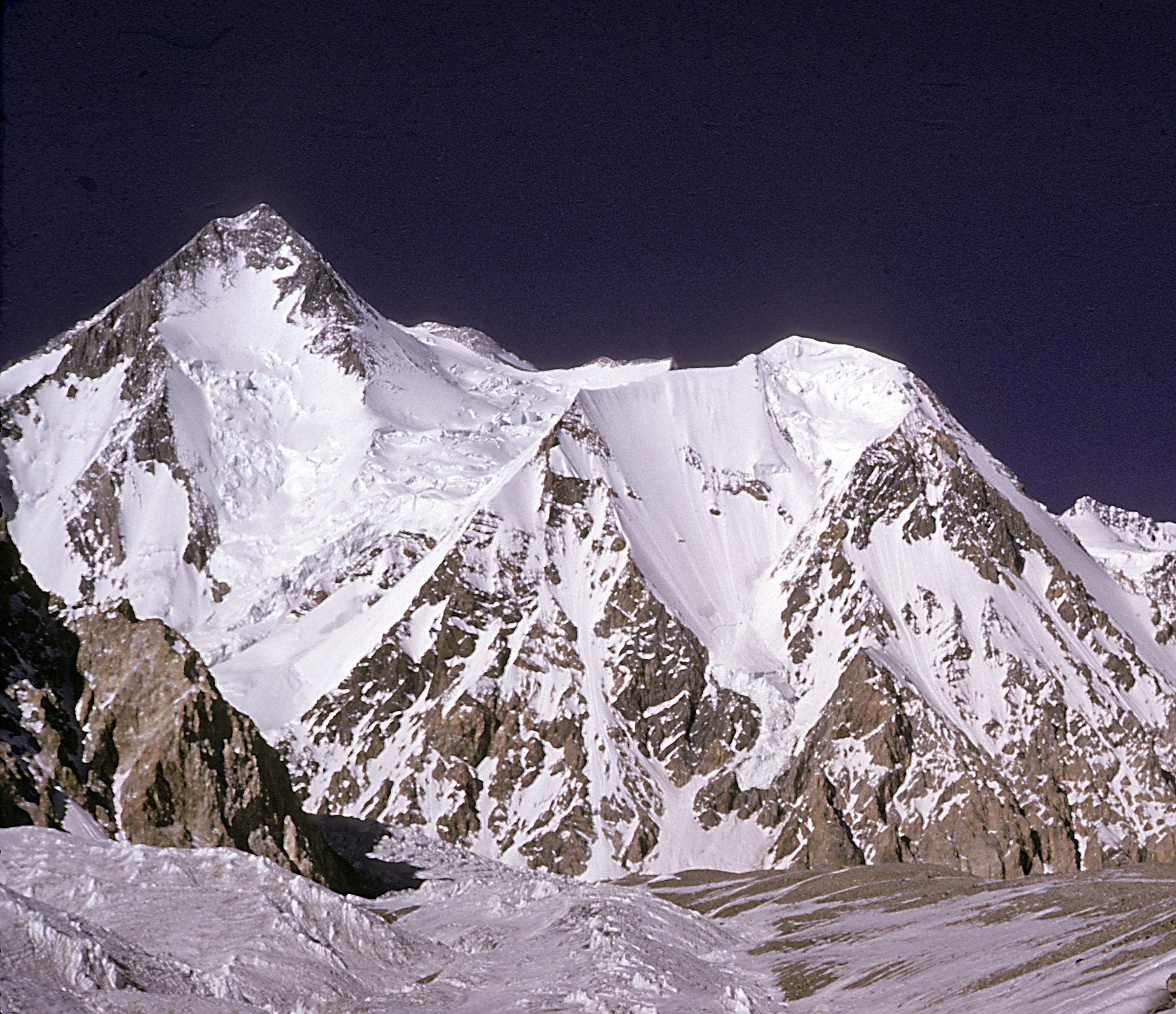
Gasherbrum I

### Vette
Principali vette, tra le altre:
- K2 (8.609 m)
- Gasherbrum I (8.068 m)
- Broad Peak (8.047 m)
- Gasherbrum II (8.035 m)
- Gasherbrum III (7.952 m)
- Gasherbrum IV (7.925 m)
- Distaghil Sar (7.885 m)
- Masherbrum (7.821 m)
- Rakaposhi (7.788 m)
- Kanjut Sar (7.761 m)
- Saser Kangri (7.672 m)
- Chogolisa (7.665 m)
- Haramosh Peak (7.397 m)
- Muztagh Tower (7.273 m)

## Glaciologia e clima
Alcuni importanti ghiacciai sono:
- il Ghiacciaio Siachen
- il Biafo
- il Batura
- il Ghiacciaio degli Abruzzi
- il Baltoro.

### Anomalia del Karakorum

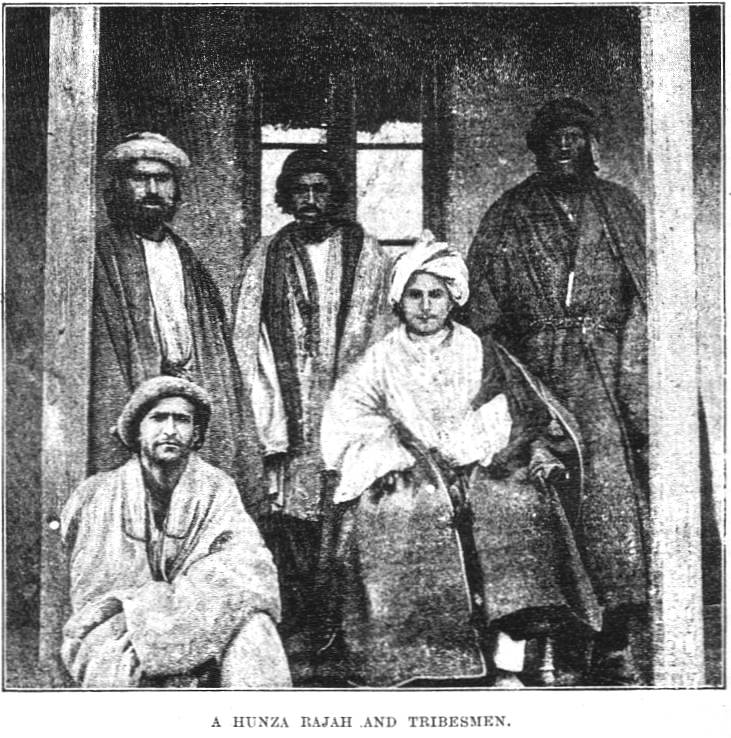
Famiglia Hunzakut

Diversi studi hanno mostrato che, in controtendenza rispetto ai restanti ghiacciai mondiali, e al pari dei ghiacci antartici, la zona del Karakorum è l'unica la cui superficie ghiacciata aumenta (seppur leggermente) anziché diminuire e dove le temperature medie sono diminuite negli ultimi 30 anni di 1,5 °C. Il motivo di questa anomalia non è ancora ben chiaro, ma si prevede che continui per i prossimi 50 anni. Altri studi suggeriscono che questa anomalia sia dovuta all'abbondanza di detriti rispetto ad altri ghiacciai soggetti a un incremento della temperatura dovuto al riscaldamento globale

## Società

### I popoli del Karakorum
Attorno al Karakorum vivono diversi popoli di etnie e culture diverse, accomunate dal vivere da secoli in ambienti estremi in economie di sussistenza di tipo agricolo e pastorizio: Balti, Hunzakut, Kirghisi, Wakhi.
Fin dalle prime spedizioni, l'aiuto dei locali come portatori è stato imprescindibile; per contro, il benessere economico derivante dalle attività alpinistiche dei paesi occidentali ha inciso in modo significativo sul tenore di vita dei residenti.

## Galleria d'immagini

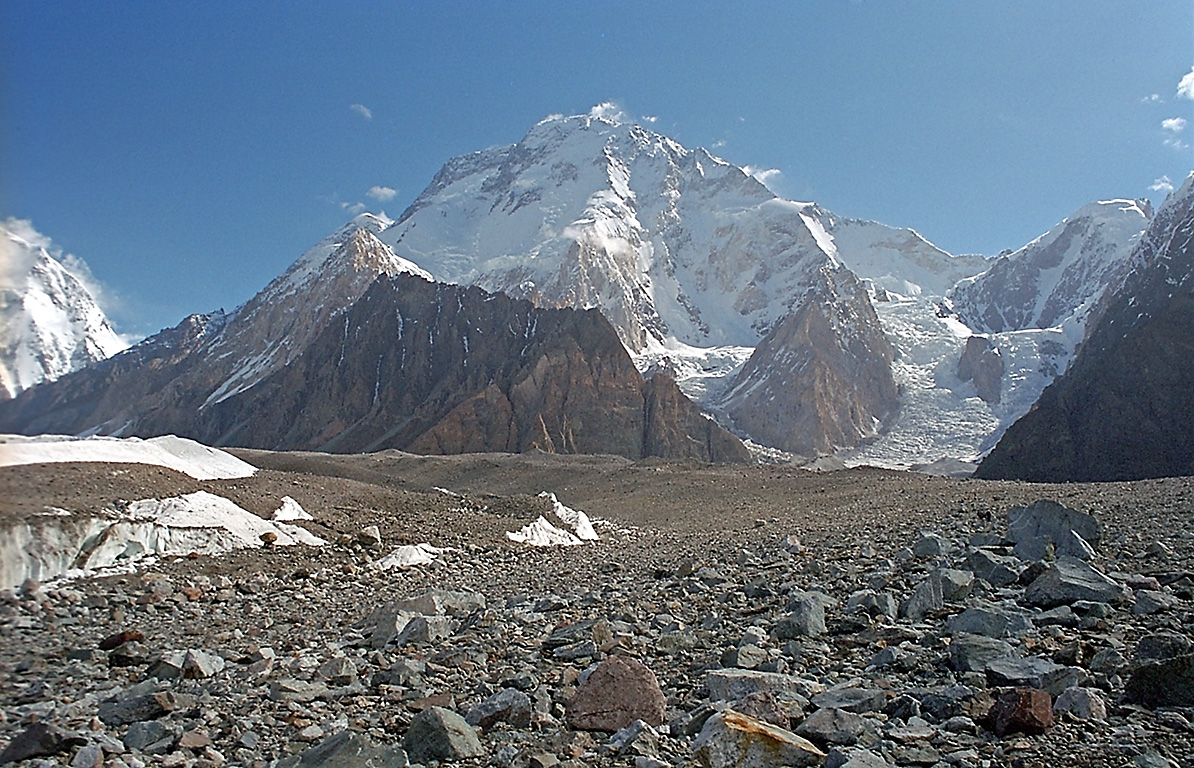
Broad Peak
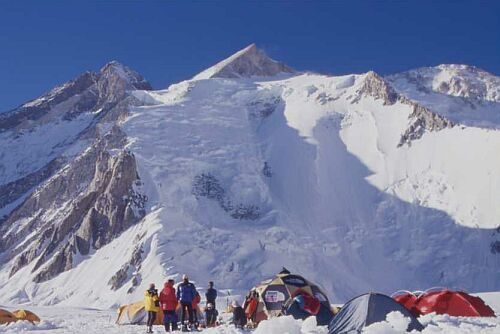
Gasherbrum II
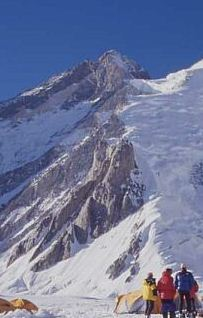
Gasherbrum III
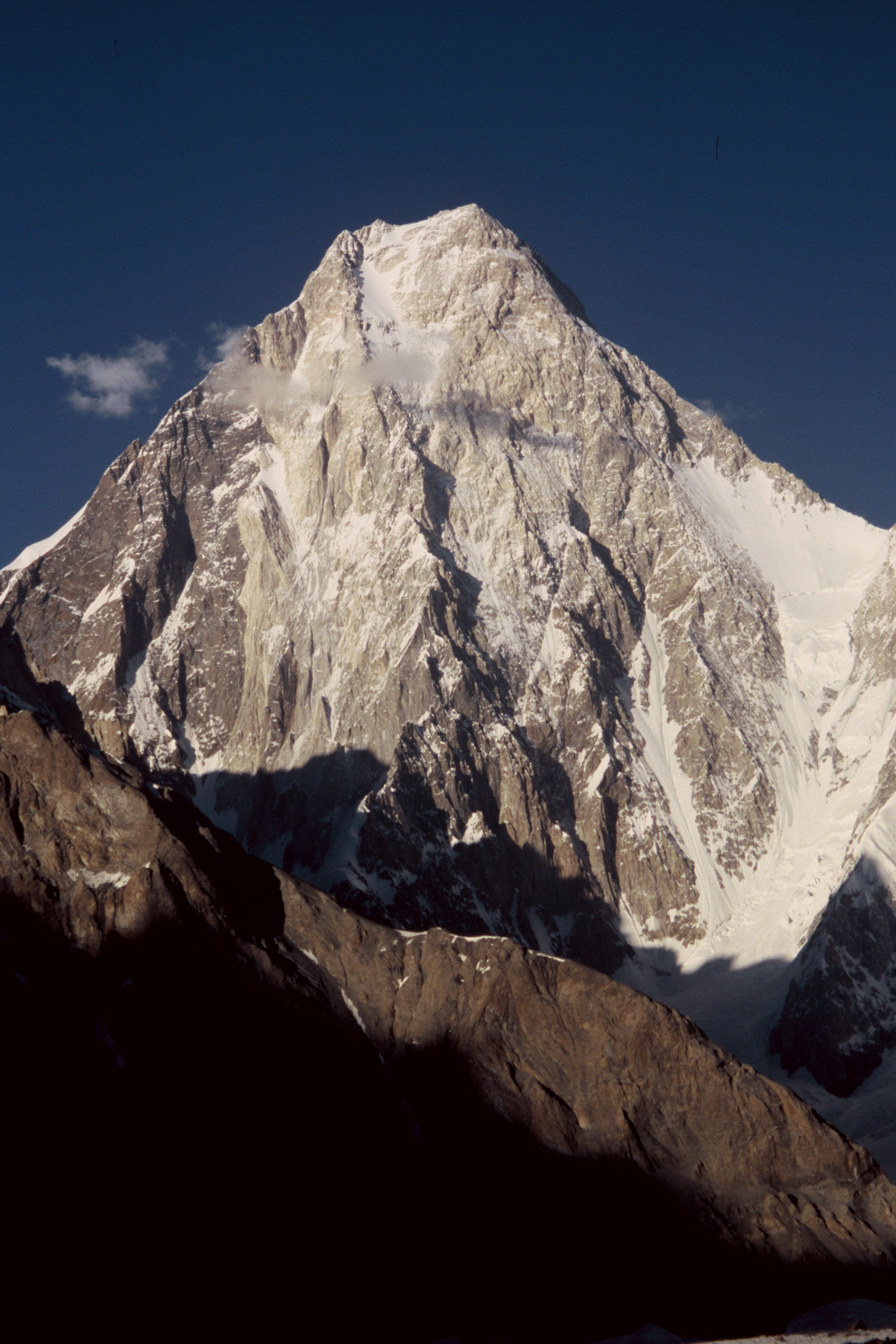
Gasherbrum IV
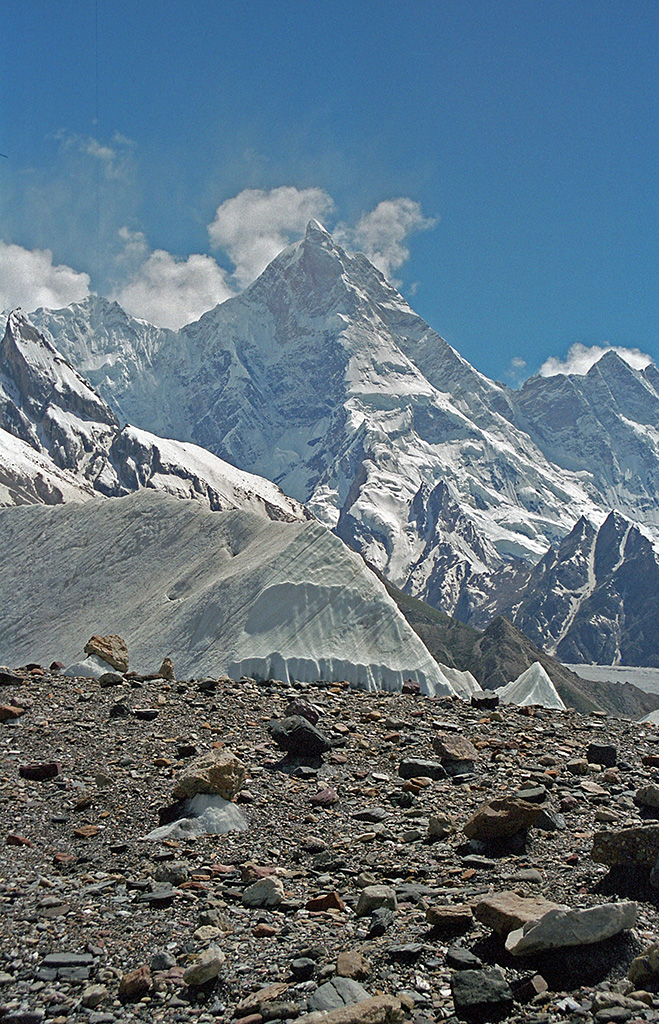
Masherbrum
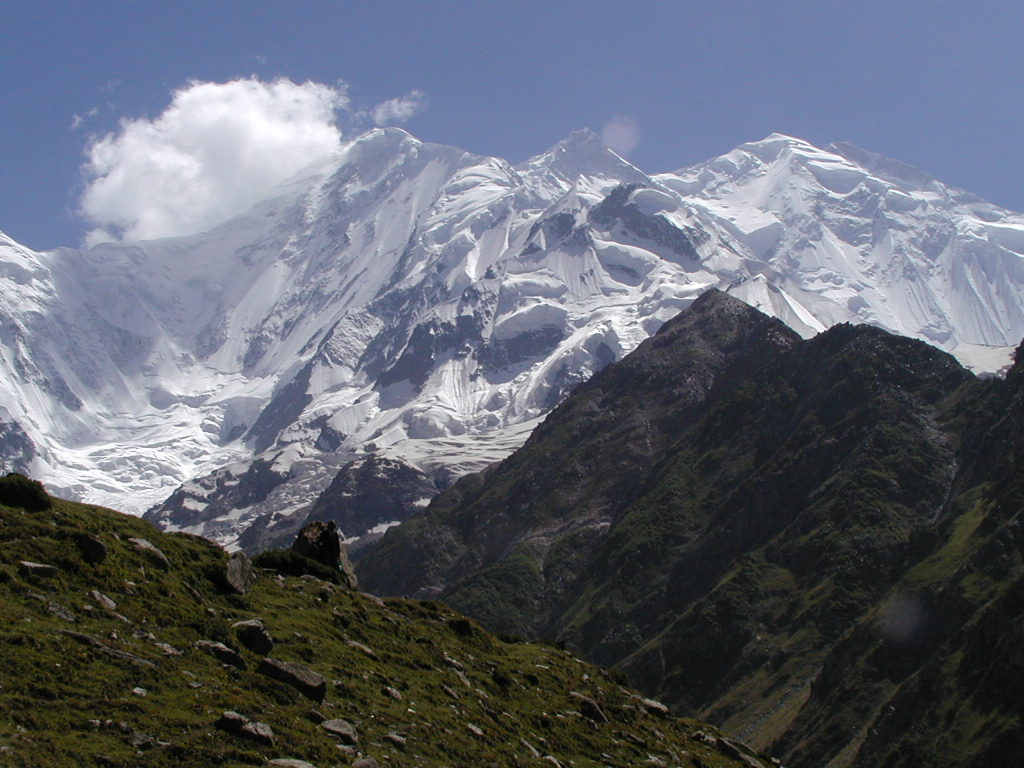
Rakaposhi
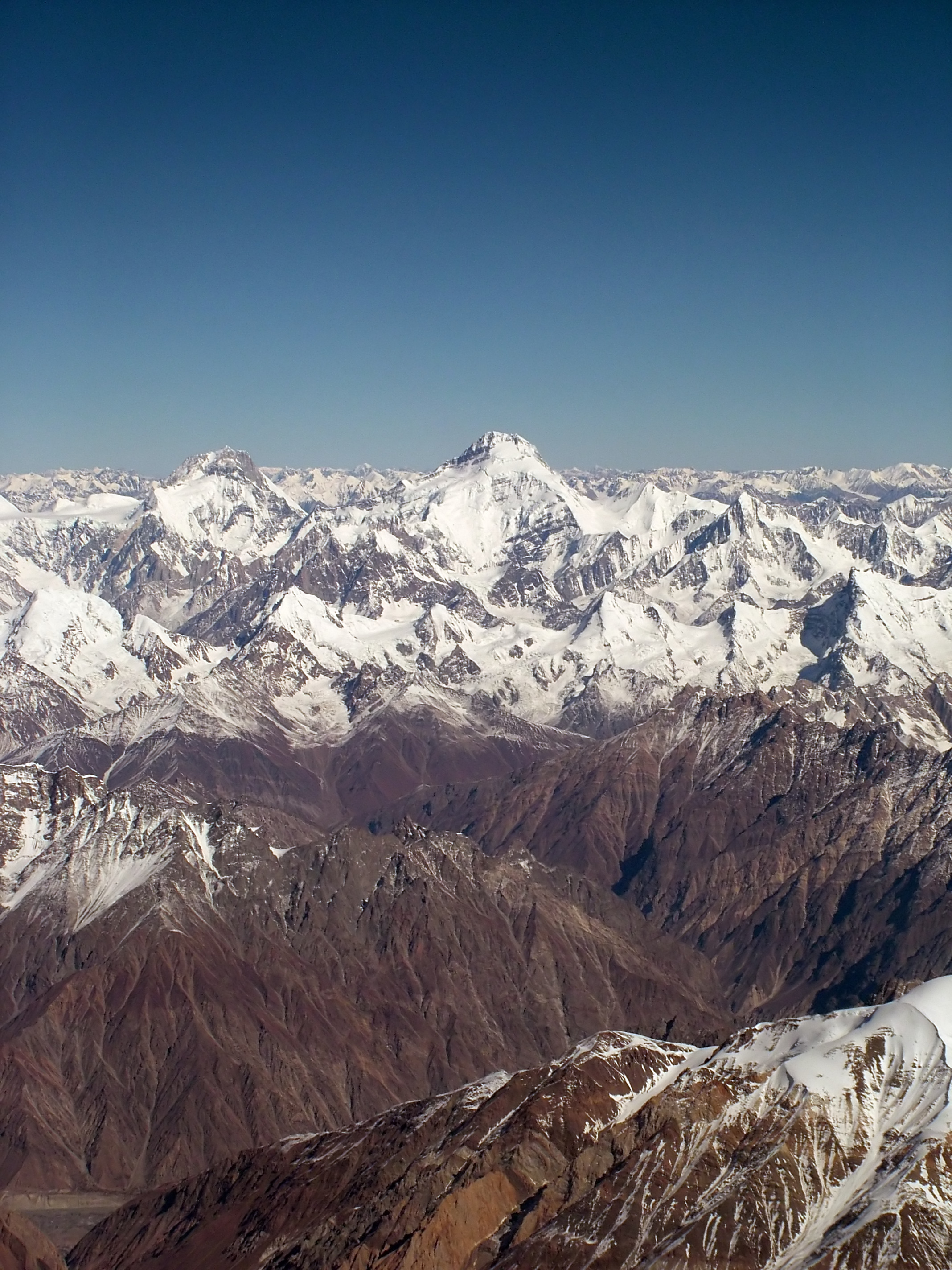
Kanjut Sar
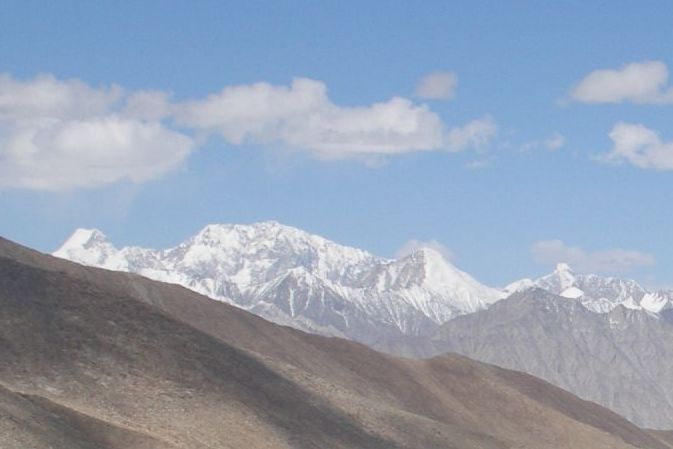
Saser Kangri
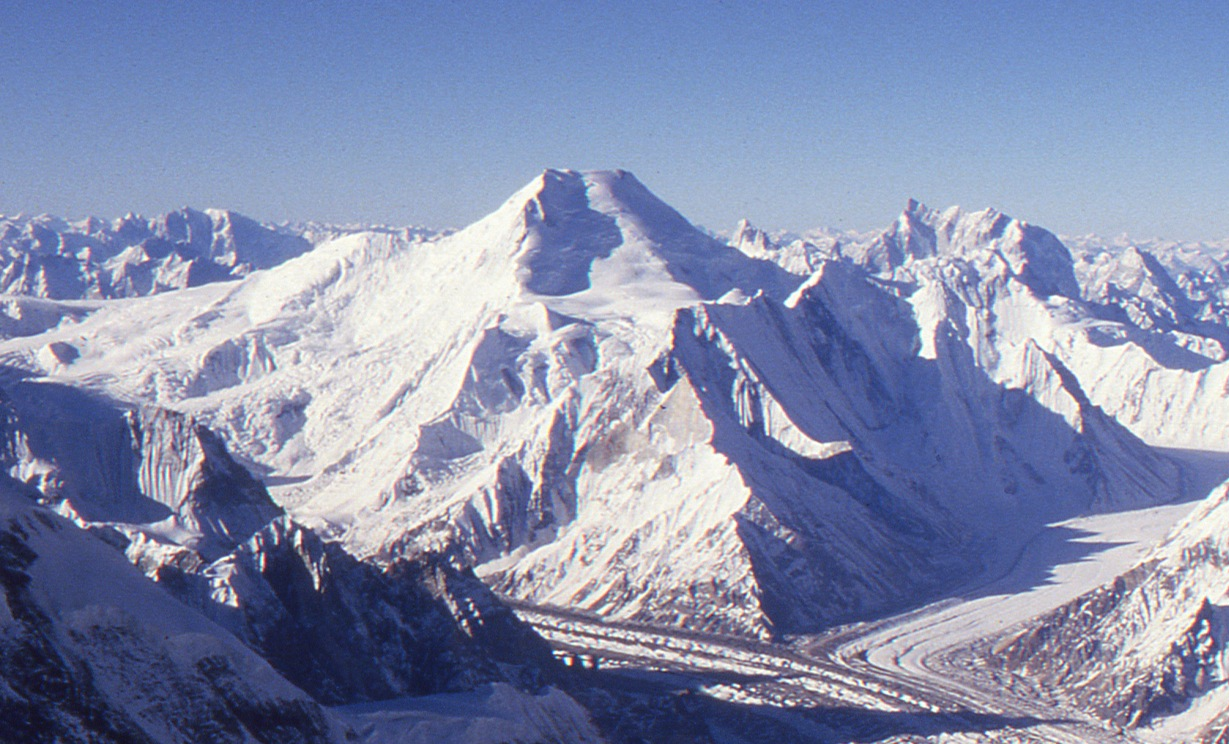
Chogolisa
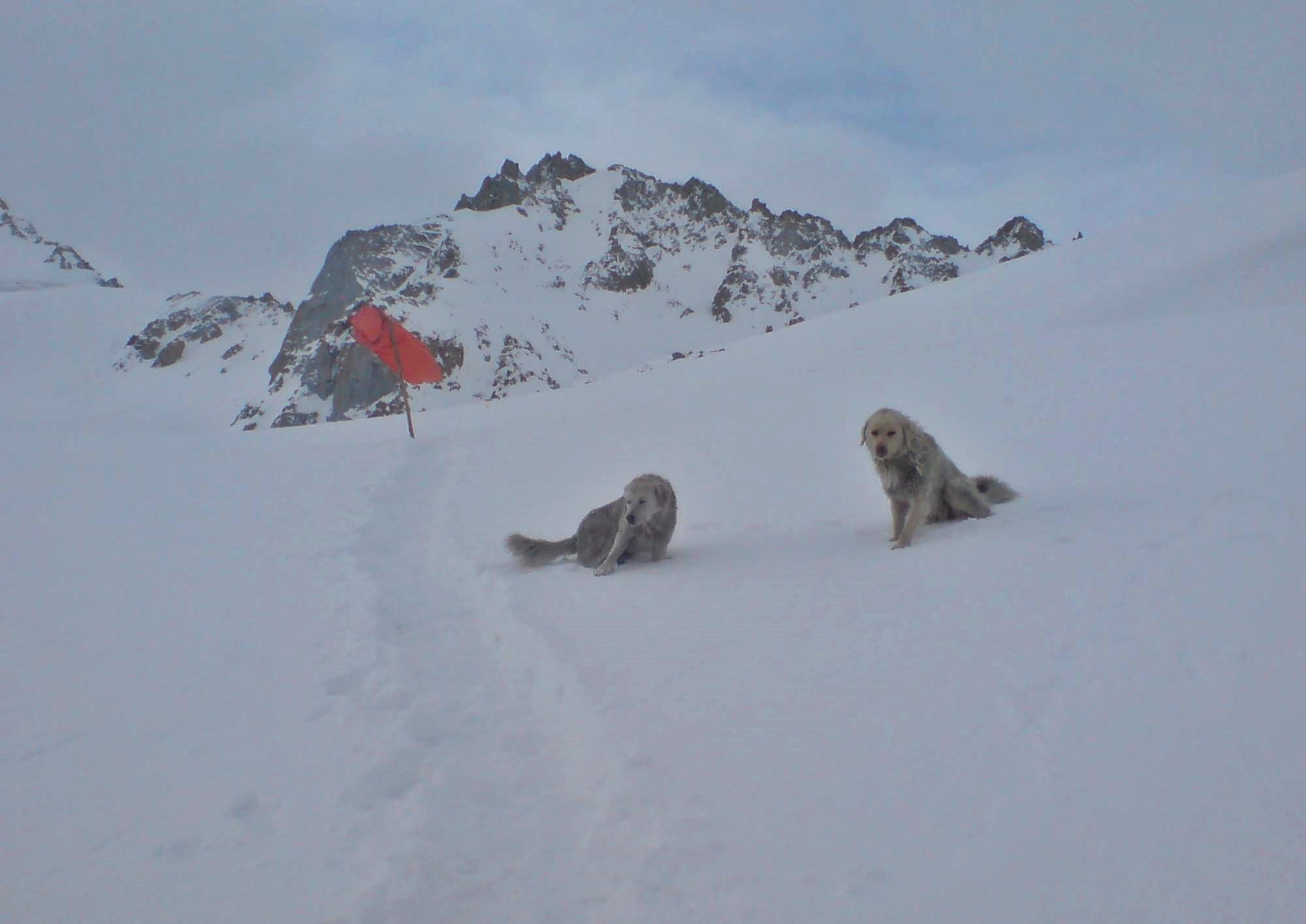
Ghiacciaio Siachen
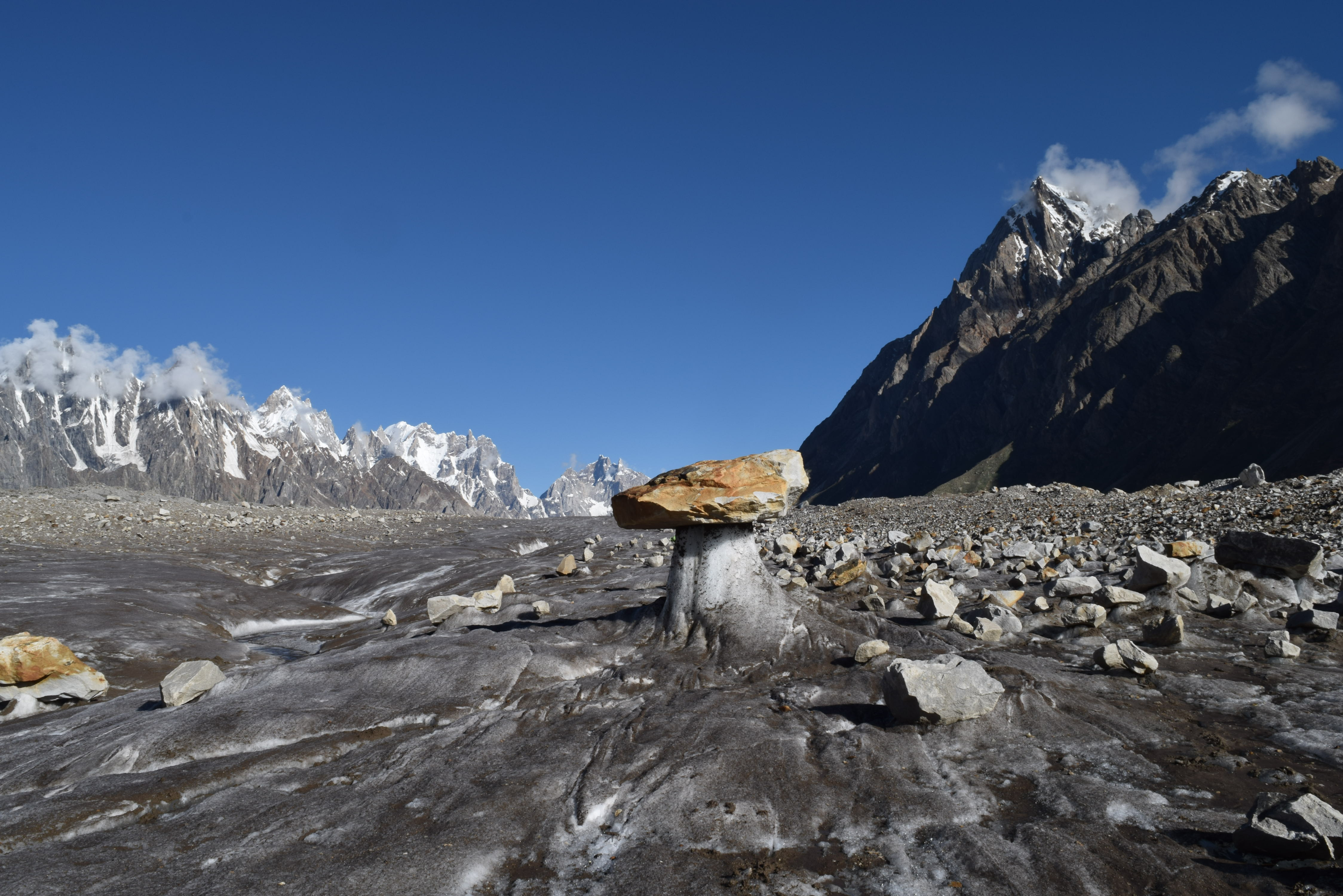
Ghiacciaio Biafo
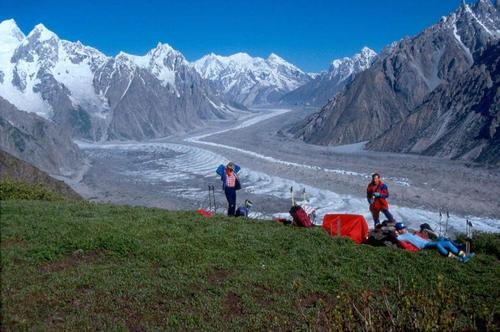
Ghiacciaio Batura
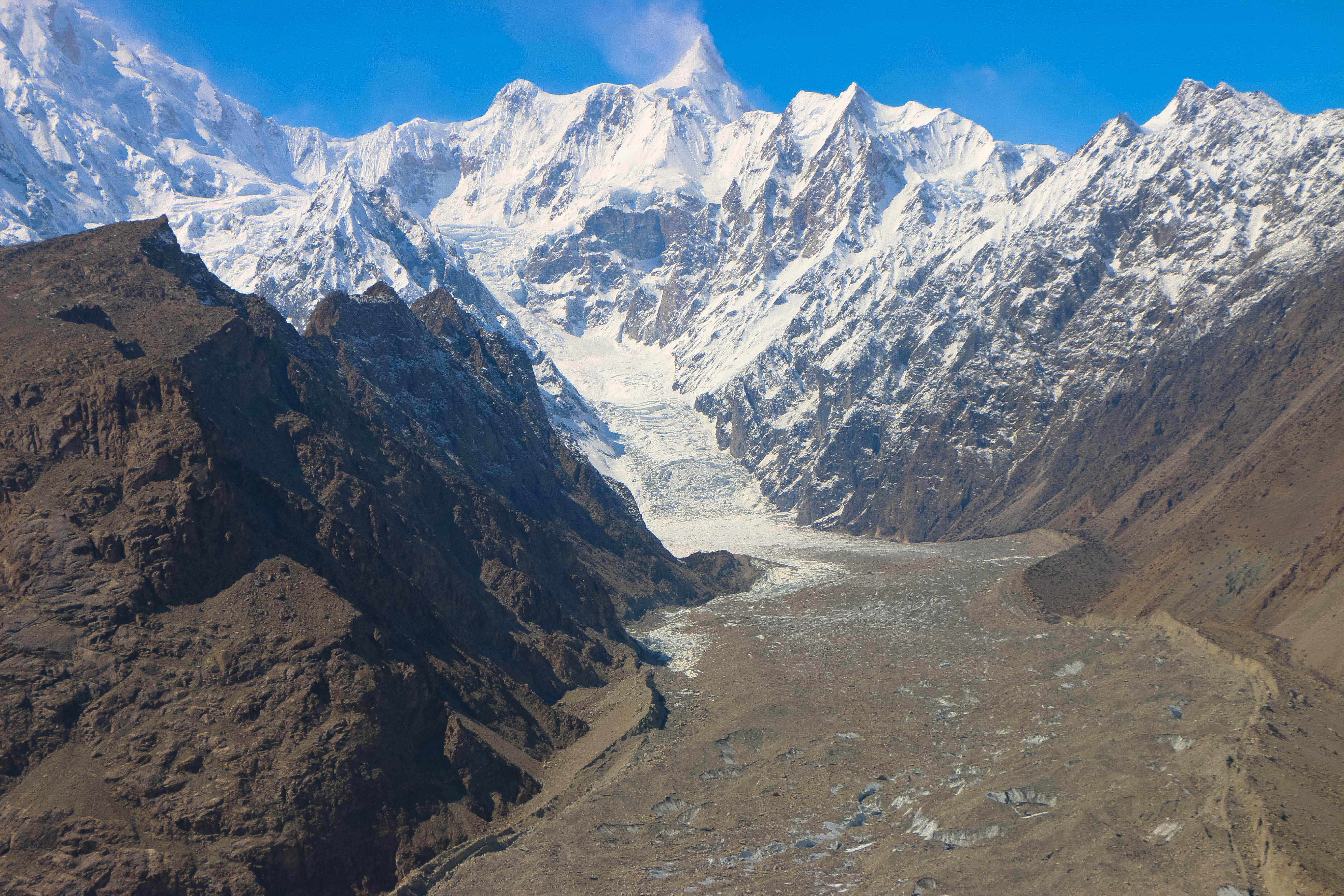
Ghiacciaio di Ghulkin
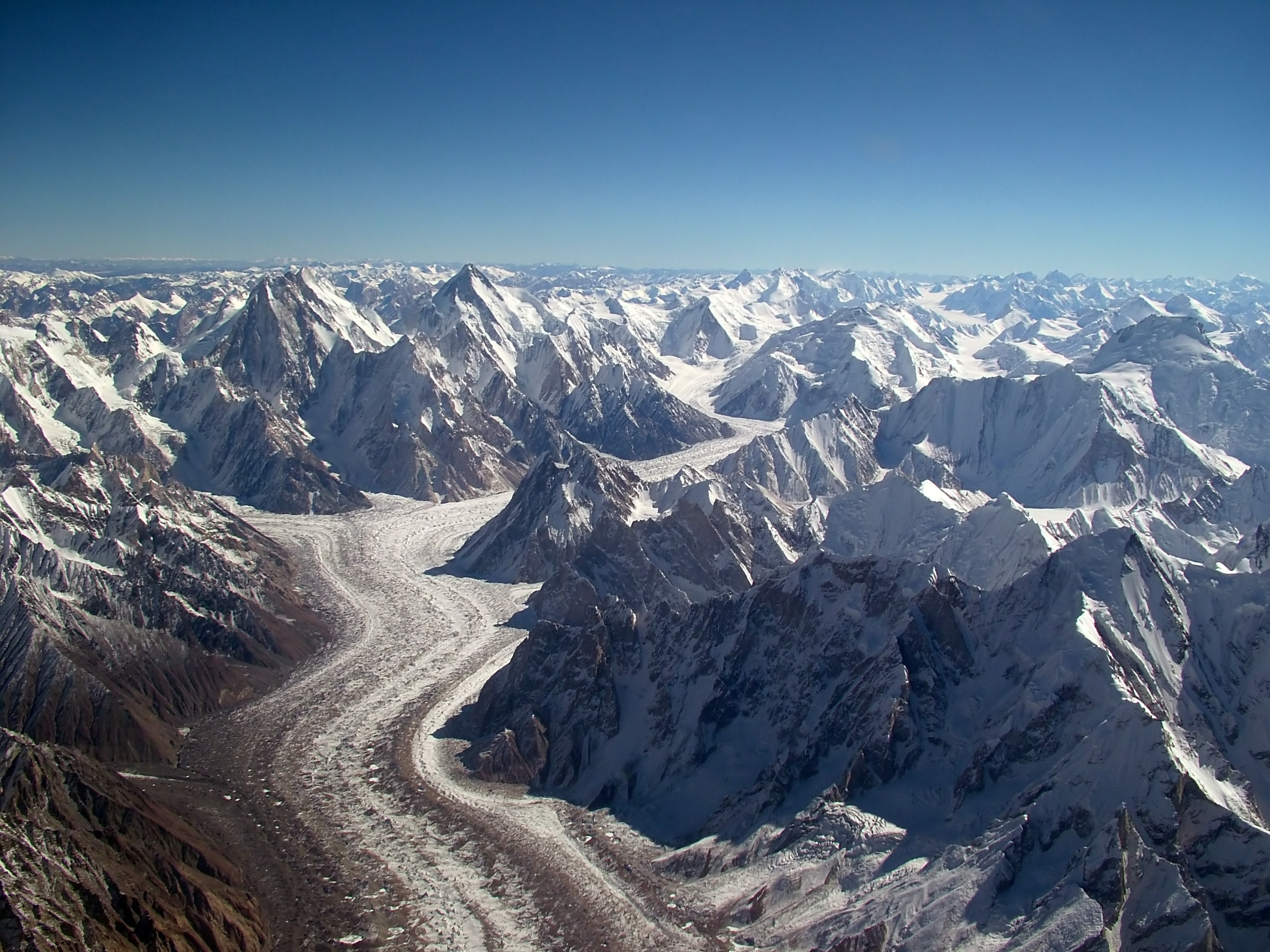
Ghiacciaio Baltoro